# Кончаница
Кончаница (хорв. Končanica, чеш. Končenice) — община с центром в одноимённом посёлке в центральной части Хорватии, в Беловарско-Билогорской жупании. Население общины 2360 человек (2011), население посёлка — 874 человека. В состав общины кроме административного центра входят ещё 8 деревень.

## Демография
Кончаница, как и некоторые другие населённые пункты в окрестностях города Дарувар, имеет значительное чешское население. Чехи составляют 47 % населения общины, хорваты — 41,7 %. Сербы насчитывают 7,6 %, венгры — 1,8 %. Кончаница — единственная община Беловарско-Билогорской жупании, где хорваты не составляют большинства населения. 4 из 8 населённых пунктов Хорватии, где чешский язык является вторым официальным языком наряду с хорватским, входят в состав общины Кончаница - это посёлок Кончаница и деревни Даруварски-Брестовац, Откопи и Бориш.

## География
Населённые пункты общины находятся в равнинной местности, лежащей между холмами Мославины и Папука. В 6 км к юго-востоку расположен город Дарувар. Через посёлок Кончаница проходит местное шоссе D28 Беловар — Дарувар, ближайшая ж/д станция в Даруваре. К северу от Кончаницы лежат обширные рыбоводческие пруды на реке Илове, рыбоводческое хозяйство на них — старейшее в Хорватии, было создано в 1900 году. Рыбоводство имеет большое значение в местной экономике, кроме того на кончаницких прудах часто проходят соревнования по спортивному рыболовству.

## История
Кончаница впервые упомянута в 1334 году. С 1542 по 1687 год вместе со всем регионом была под властью Турции. В XIX веке в регион шла миграция чехов, поддерживаемая Габсбургами, которые старались за счёт мигрантов из других регионов империи заново населить сильно обезлюдевшие территории Военной Границы. В 1909 году завершено строительство приходской церкви Вознесения Девы Марии.

## Культура
Кончаница — один из главных центров чешской культуры в Хорватии. Ежегодно в посёлке проводятся «Дни чешской культуры и гастрономии». В посёлке функционирует школа с обучением на чешском языке, названная в честь Йосипа Ружички, Народного героя Югославии, чеха по национальности, родившегося в деревне Откопи, входящей в состав общины Кончаница.